# Cavendishia capitulata
Cavendishia capitulata là một loài thực vật có hoa trong họ Thạch nam. Loài này được Donn.Sm. mô tả khoa học đầu tiên năm 1898.